# Jun'ichirō Koizumi
Jun'ichirō Koizumi (小泉 純一郎?, Koizumi Jun'ichirō; Yokosuka, 8 gennaio 1942) è un politico giapponese, leader del Partito Liberal Democratico (PLD) e Primo ministro del Giappone dal 26 aprile 2001 al 26 settembre 2006, in tre mandati.

## Biografia

### Formazione e carriera

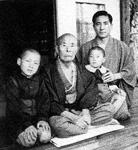
Tre generazioni di Koizumi, circa 1951, con da sinistra a destra: Jun'ichirō, Matajirō, Masaya, fratello minore di Jun'ichirō e Jun'ya

Koizumi è un politico di terza generazione: suo padre, Junya Koizumi, era stato a capo dell'Agenzia di Autodifesa; suo nonno, Matajirō Koizumi, fu ministro delle Poste e Telecomunicazioni e tentò per primo la privatizzazione del sistema postale giapponese (progetto poi ripreso dal nipote). Matajiro Koizumi possedeva un tatuaggio di un dragone sulla schiena, simbolo del suo legame con la Yakuza: era infatti il boss di un clan presente a Kanagawa.
Dopo aver studiato Economia alla Keio, prestigiosa università privata di Tokyo, frequenta per un breve periodo l'Università di Londra e torna in patria in occasione della morte di suo padre, nel 1969. Si candida una prima volta alle elezioni con il LDP, ma non viene eletto. Nel 1970, Takeo Fukuda, allora ministro delle Finanze, lo prende con sé come segretario. Nelle successive elezioni del dicembre 1972, Koizumi conquista un seggio alla camera, aderendo alla corrente di Fukuda, e da allora viene rieletto altre dieci volte.
Nel 1979 diventa vice ministro delle Finanze, nel 1988 è ministro della Salute e del Welfare nel governo di Noboru Takeshita. Nel 1992, sotto la presidenza del consiglio Miyazawa, è ministro delle Poste e Telecomunicazioni, e nuovamente ministro della Salute e del Welfare tra il 1996 e il 1998.
Nel 1994, quando il LDP è all'opposizione, Koizumi fonda una corrente di giovani parlamentari liberaldemocratici assieme a Taku Yamasaki e a Kōichi Katō. Il gruppo verrà familiarmente denominato dalla stampa e dal pubblico "YKK".
Nel 1995 e nel 1999 tenta di ottenere la presidenza del partito, ma trova la strada sbarrata da due competitori che ottengono maggiori consensi, rispettivamente Ryūtarō Hashimoto e Keizō Obuchi. Nel 2000 tuttavia, quando Yamasaki e Kato tentano inutilmente di far votare la sfiducia al primo ministro in carica Yoshirō Mori, Koizumi rimane l'unica figura credibile del trio YKK, e ottiene così i consensi dell'ala riformista del partito.
Il 24 aprile 2001, Koizumi viene eletto presidente del LDP. Pur essendo partito come outsider contro Hashimoto, che correva allora per il suo secondo mandato come primo ministro, Koizumi ottiene ben 298 voti contro 155 e due giorni dopo viene nominato primo ministro.

### Primo ministro

#### Politica interna

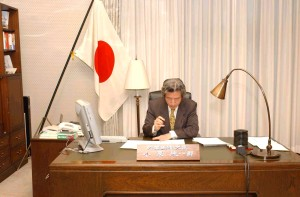
Jun'ichirō Koizumi nella Residenza Ufficiale del Primo Ministro (Kantei)

Per ridare fiato all'economia, Koizumi affida al professor Takenaka dell'università Keio il compito di risanare il debito pubblico e di privatizzare il sistema postale, che in Giappone gestisce la gran parte del denaro dei risparmiatori, per un equivalente di circa 2600 miliardi di euro, e che è stato al centro di moltissimi scandali ed episodi di corruzione.
Intanto riorganizza il partito liberaldemocratico liberandolo dall'esasperato correntismo e tentando di sostituire all'immagine tradizionale di partito agrario un'immagine più urbana, moderna e neoliberale. Intenzione di Koizumi è anche quella di ammodernare la struttura amministrativa del Giappone, finora suddiviso in 47 prefetture, con un grande squilibrio, anche in termini di peso elettorale, tra aree urbane e aree rurali a favore di queste ultime. È del 2003 la sua proposta di consolidare le prefetture correnti in circa dieci regioni, ciascuna con un'autonomia maggiore di quella delle prefetture esistenti.

#### Politica estera

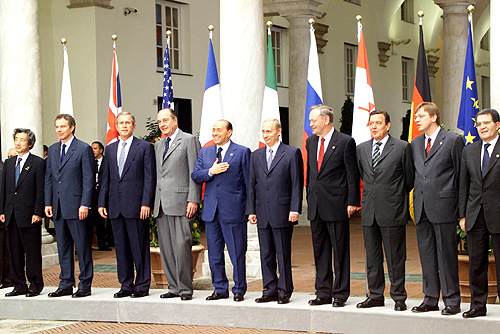
Jun'ichirō Koizumi (primo da sinistra) al G8 di Genova il 22 luglio 2001

Koizumi offre la sua amicizia e il suo appoggio al presidente USA George W. Bush e, anche andando contro l'opinione di una parte del suo elettorato, decide di collaborare allo spiegamento di forze di pace in Afghanistan e in Iraq. È la prima volta, dalla fine della seconda guerra mondiale, che soldati nipponici sono stati impegnati all'estero (sia pure in operazioni di pace) e, per poterlo fare, Koizumi usa un escamotage per aggirare l'articolo 9 della costituzione.
Un altro aspetto controverso della politica estera di Koizumi riguarda le sue visite al Tempio di Yasukuni, dove in un sacrario shintoista, tra le spoglie di numerosi soldati caduti in tutte le guerre combattute dal 1868 in poi, sono custodite anche le ceneri di alcuni militari nipponici riconosciuti criminali di guerra. È noto che, nella zona di Kagoshima, il nonno di Koizumi aveva allestito un campo di atterraggio che tra il 1944 e il 1945 era stato usato per diverse missioni dei kamikaze; un suo cugino, inoltre, aveva perso la vita in una di queste missioni, e questo potrebbe costituire un motivo valido per le sue visite al tempio. Koizumi ha sostenuto di essersi sempre recato come privato cittadino, ma le visite in realtà si sono svolte con l'accompagnamento del segretario e con l'utilizzo di un'auto ufficiale; inoltre, la firma apposta sul registro dei visitatori era "Junichiro Koizumi, primo ministro del Giappone" e questo ha scatenato le proteste di Cina e Corea del Nord, che hanno particolarmente sofferto per la politica militarista giapponese durante la guerra.
Koizumi ha inoltre riaperto il contenzioso sui diritti sulle isole Curili, attualmente sotto la giurisdizione russa, e ha rifiutato la proposta del governo Putin di dividere equamente l'arcipelago tra Russia e Giappone.

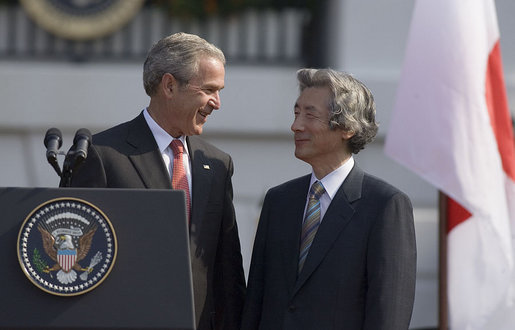
Jun'ichirō Koizumi e George Walker Bush nel 2006

Dopo una serie di scandali in cui rimane coinvolto l'LDP, Koizumi sperimenta un drammatico calo di popolarità, ma nel 2003 viene comunque nuovamente premiato dagli elettori, in considerazione della ripresa economica che la direzione del suo esecutivo aveva saputo favorire. Deve tuttavia mettere nella sua agenda altri provvedimenti impopolari quali il taglio delle pensioni e la privatizzazione postale, contro cui si schiera non solo il Partito Democratico (PDG), ma anche una parte dei suoi stessi colleghi (ben 51 voti a sfavore nelle file del suo stesso schieramento), tanto che nel 2005 è costretto a sciogliere la camera bassa della Dieta e indire nuove elezioni, non senza aver espulso dal proprio partito i dissidenti.
Sorprendentemente, le elezioni di settembre 2005 danno al LDP una larghissima maggioranza, e Koizumi riesce a far passare ben 82 delle 91 proposte di governo, compresa la privatizzazione postale.
Nel 2006 Koizumi annuncia il suo ritiro dalla politica, dovuto alle regole da lui stesso volute all'interno dell'LDP, e decide di non nominare personalmente un successore, come molti primi ministri avevano fatto prima di lui. Da allora il Giappone vedrà ogni anno fino al 2012 un premier diverso.
Il 20 settembre 2006 viene eletto capo del partito il conservatore Shinzō Abe, che pochi giorni dopo diventa anche capo del governo.

#### Vita privata
Nel 1978 Koizumi ha sposato Kayoko Miyamoto, studentessa ventunenne, ma il matrimonio è durato solo 4 anni, terminando con una denuncia per lesioni da parte della moglie. Koizumi ha giurato quindi di non risposarsi mai più. Dal matrimonio sono nati tre figli: i primi due, Shinjirō e Kōtarō vivono con il padre e non hanno più visto la madre dopo la separazione. Il terzo figlio, Yoshinaga Miyamoto, è nato dopo la separazione ed è stato allevato esclusivamente dalla madre. Attualmente è studente presso l'università Keio e, nonostante i tentativi fatti per incontrare suo padre sia in occasioni pubbliche che private (ad esempio in occasione di funerali di famiglia), non è mai riuscito a parlargli. Questa situazione è piuttosto comune e non deve sorprendere, perché nella consuetudine giapponese non è prevista l'educazione congiunta dei figli di due genitori separati.
Koizumi è stato un leader carismatico e molto stimato; il suo modo di fare, le sue stravaganze e la sua passione per la musica (lirica, rock, e per Elvis Presley in particolare), l'hanno portato ad essere in patria uno dei politici più amati e più popolari del dopoguerra. All'estero uno dei suoi più grandi estimatori è George W. Bush, dal quale Koizumi si è recato in visita nel giugno 2006.
In tale occasione, Koizumi non ha mancato di visitare il memoriale di Elvis Presley a Graceland e di improvvisare alla chitarra qualche battuta dei suoi brani più famosi imitando le movenze del celebre rocker, con il quale condivide il giorno di nascita (8 gennaio). Suo fratello è uno dei soci fondatori dell'Elvis Fan Club di Tokyo, e insieme hanno raccolto fondi per finanziare la realizzazione di una statua nel quartiere di Harajuku.